# Hymenocallis lobata
Hymenocallis lobata är en amaryllisväxtart som beskrevs av Johann Friedrich Klotzsch. Hymenocallis lobata ingår i släktet Hymenocallis och familjen amaryllisväxter. Inga underarter finns listade i Catalogue of Life.